# IC 3043
IC 3043 је спирална галаксија у сазвјежђу Дјевица која се налази на листи објеката дубоког неба у Индекс каталогу.
Деклинација објекта је + 10° 0' 36" а ректасцензија 12h 12m 47,2s. Привидна величина (магнитуда) објекта IC 3043 износи 15,4 а фотографска магнитуда 16,2.